# تراوس (پیمونت)
تراوس (به ایتالیایی: Traves) یک کومونه در ایتالیا است که در استان تورین واقع شده‌است.

## خصوصیات
تراوس ۱۰٫۷ کیلومترمربع مساحت و ۵۶۱ نفر جمعیت دارد و ۶۲۸ متر بالاتر از سطح دریا واقع شده‌است.